# Campionati africani di lotta 1994
I campionati africani di lotta 1994 sono stati la 12ª edizione della manifestazione continentale organizzata dalla FILA. Si sono svolti nell'aprile 1994 al Cairo in Egitto.

## Podi

### Uomini

#### Lotta libera
| Evento   | Oro                            | Argento                      | Bronzo                      |
| 48 kg    | Omar Kedjaouar Algeria         | Hassan Ahmed Abdo Egitto     | Shaun Williams Sudafrica    |
| 52 kg    | Alaa Abd Elshafy Egitto        | Jean Nel Sudafrica           | Joe Oziti Nigeria           |
| 57 kg    | Tjonkie van Rensburg Sudafrica | Tebe Dorgu Nigeria           | Tarek Ibrahim Egitto        |
| 62 kg    | Igali Baraladei Nigeria        | Mumgome Sieu Costa d'Avorio  | Abdel Ashref Egitto         |
| 68 kg    | Ibo Oziti Nigeria              | Ahmed Hafez Saber Egitto     | William Hunter Sudafrica    |
| 74 kg    | Esamabo El Azim Egitto         | Okpamen Egbobamien Nigeria   | Peet van den Berg Sudafrica |
| 82 kg    | Alioune Diouf Senegal          | Okpuro Enekpedekumoh Nigeria | Willem Putter Sudafrica     |
| 90 kg    | Victor Kodei Nigeria           | Mohamed Abdel Egitto         | Andrew Davidson Sudafrica   |
| 100 kg   | Christian Iloanusi Nigeria     | Johannes Roussow Sudafrica   | Mohamed Yassin Araby Egitto |
| + 100 kg | Jackson Bidei Nigeria          | Mor Wade Senegal             | Mark Robinson Sudafrica     |

#### Lotta greco-romana
| Evento   | Oro                         | Argento                      | Bronzo                      |
| 48 kg    | Ali Ahmed Nagib Egitto      | Yacine Heriou Algeria        | John J. Faul Sudafrica      |
| 52 kg    | Said Tango Marocco          | Farid Hanoun Algeria         | Abdelfatah Ashraf Egitto    |
| 57 kg    | Abderraahman Naanaa Marocco | Mohamed Amin Nour Egitto     | Brian Coats Sudafrica       |
| 62 kg    | Ahmed M. Kamel Egitto       | Ertjies Malherbe Sudafrica   | Driss Kabil Marocco         |
| 68 kg    | Houssam Moustafa Egitto     | Bennie Labuschagne Sudafrica | Anwar Kandafil Marocco      |
| 74 kg    | Mohamed El-Hadad Marocco    | Mohamed El-Khodary Egitto    | Sofiane Ouadjnia Algeria    |
| 82 kg    | Abdelwarit Mohyddine Egitto | Youcef Bouguerra Algeria     | Willem Putter Sudafrica     |
| 90 kg    | Mustafa Abd al Harth Egitto | Andrew Davidson Sudafrica    | Abdel Aziz Essafoui Marocco |
| 100 kg   | Abdelnaser El-Sayed Egitto  |                              |                             |
| + 100 kg | Abdul Ali Kamal Egitto      | Mark Robinson Sudafrica      |                             |

## Medagliere
La nazione ospitante è evidenziata.
| Pos.   | Paese          | Oro | Argento | Bronzo | Totale |
| ------ | -------------- | --- | ------- | ------ | ------ |
| 1      | Egitto         | 9   | 5       | 4      | 18     |
| 2      | Nigeria        | 5   | 3       | 1      | 9      |
| 3      | Marocco        | 3   | 0       | 3      | 6      |
| 4      | Sudafrica      | 1   | 6       | 9      | 16     |
| 5      | Algeria        | 1   | 3       | 1      | 5      |
| 6      | Senegal        | 1   | 1       | 0      | 2      |
| 6      | Costa d'Avorio | 0   | 1       | 0      | 1      |
| Totale | Totale         | 20  | 19      | 18     | 57     |